# Tony Lochhead
Tony James Lochhead (ur. 12 stycznia 1982 r. w Taurandze w Nowej Zelandii) – nowozelandzki piłkarz, reprezentant kraju grający na pozycji obrońcy. 

## Kariera piłkarska
Przygodę z futbolem rozpoczął w 2000 w klubie Tauranga City United. W 2001 przeszedł na Uniwersytet Santa Barbara. W 2004 miał krótki epizod w Orange County Blue Star. W 2005 przeszedł na dwa lata do New England Revolution. Od 2007 do 2013 był piłkarzem Wellington Phoenix. Od 2014 zawodnik Chivas USA.

## Kariera reprezentacyjna
Karierę reprezentacyjną rozpoczął w 2003. W 2009 został powołany przez trenera Rickiego Herberta na Pucharze Konfederacji 2009, gdzie reprezentacja Nowej Zelandii odpadła w fazie grupowej. 10 maja 2010 został powołany przez trenera Rickiego Herberta na MŚ 2010. W sumie w reprezentacji wystąpił jak dotychczas w 47 spotkaniach i strzelił 1 bramkę.